# 24 ur Le Mansa 1969
24 ur Le Mansa 1969 je bila sedemintrideseta vzdržljivostna dirka 24 ur Le Mansa. Potekala je 14. in 15. junija 1969.

## Rezultati

### Uvrščeni
| Poz | Razred | Št | Moštvo                            | Dirkači                            | Šasija                | Motor                   | Krogi |
| --- | ------ | -- | --------------------------------- | ---------------------------------- | --------------------- | ----------------------- | ----- |
| 1   | S 5.0  | 6  | John Wyer Automotive Engineering  | Jacky Ickx Jackie Oliver           | Ford GT40 Mk.I        | Ford 4.9L V8            | 372   |
| 2   | P 3.0  | 64 | Porsche System Engineering        | Hans Herrmann Gerard Larrousse     | Porsche 908 Coupe     | Porsche 3.0L Flat-8     | 372   |
| 3   | S 5.0  | 7  | John Wyer Automotive Engineering  | David Hobbs Mike Hailwood          | Ford GT40 Mk.I        | Ford 4.9L V8            | 368   |
| 4   | P 3.0  | 33 | Equipe Matra - Elf                | Jean-Pierre Beltoise Piers Courage | Matra-Simca MS650     | Matra 3.0L V12          | 368   |
| 5   | P 3.0  | 32 | Equipe Matra - Elf                | Jean Guichet Nino Vaccarella       | Matra-Simca MS630     | Matra 3.0L V12          | 359   |
| 6   | S 5.0  | 68 | Deutsche Auto Zeitung             | Helmut Kelleners Reinhold Joest    | Ford GT40 Mk.I        | Ford 4.7L V8            | 341   |
| 7   | P 3.0  | 35 | Equipe Matra - Elf                | Nanni Galli Robin Widdows          | Matra-Simca MS630/650 | Matra 3.0L V12          | 330   |
| 8   | S 5.0  | 17 | North American Racing Team (NART) | Teodore Zeccoli Sam Posey          | Ferrari 250LM         | Ferrari 3.3L V12        | 329   |
| 9   | S 2.0  | 39 | Christian Poirot                  | Christian Poirot Pierre Maublanc   | Porsche 910           | Porsche 2.0L Flat-6     | 312   |
| 10  | GT 2.0 | 41 | Jean-Pierre Gaban                 | Jean-Pierre Gaban Yves Deprez      | Porsche 911S          | Porsche 2.0L Flat-6     | 306   |
| 11  | GT 2.0 | 40 | Auguste Veuillet                  | Claude Ballot-Léna Guy Chasseuil   | Porsche 911T          | Porsche 2.0L Flat-6     | 301   |
| 12  | P 1.15 | 50 | Société des Automobiles Alpine    | Alain Serpaggi Christian Ethuin    | Alpine A210           | Renault-Gordini 1.0L I4 | 292   |
| 13  | GT 2.0 | 44 | Claude Laurent                    | Claude Laurent Jacques Marché      | Porsche 911T          | Porsche 2.0L Flat-6     | 287   |
| 14  | GT 2.0 | 67 | Philippe Farjon                   | Philippe Farjon Jacques Dechaumel  | Porsche 911S          | Porsche 2.0L Flat-6     | 286   |

### Odstopi
| Poz | Razred  | Št | Moštvo                         | Dirkači                                 | Šasija                | Motor                   | Krogi |
| --- | ------- | -- | ------------------------------ | --------------------------------------- | --------------------- | ----------------------- | ----- |
| 15  | S 5.0   | 12 | Porsche System Engineering     | Vic Elford Richard Attwood              | Porsche 917L          | Porsche 4.5L Flat-12    | 327   |
| 16  | P 3.0   | 22 | Porsche System Engineering     | Rudi Lins Willi Kauhsen                 | Porsche 908L          | Porsche 3.0L Flat-8     | 317   |
| 17  | P 1.6   | 45 | Société des Automobiles Alpine | Jean-Claude Killy Bob Wollek            | Alpine A210           | Renault-Gordini 1.5L I4 | 242   |
| 18  | GT 2.0  | 66 | Jean Egreteaud                 | Jean Edreteaud Raymond Lopez            | Porsche 911T          | Porsche 2.0L Flat-6     | 241   |
| 19  | P 3.0   | 18 | SpA Ferrari SEFAC              | Pedro Rodriguez David Piper             | Ferrari 312P Coupe    | Ferrari 3.0L V12        | 223   |
| 20  | P 3.0   | 29 | Société des Automobiles Alpine | Patrick Depailler Jean-Pierre Jabouille | Alpine A220/69        | Renault-Gordini 3.0L V8 | 209   |
| 21  | P 3.0   | 23 | Porsche System Engineering     | Udo Schütz Gerhard Mitter               | Porsche 908L          | Porsche 3.0L Flat-8     | 199   |
| 22  | GT +2.0 | 1  | Scuderia Filipinetti           | Henri Greder Reine Wisell               | Chevrolet Corvette    | Chevrolet 7.0L V8       | 196   |
| 23  | GT 2.0  | 63 | Marcel Martin                  | René Mazzia Pierre Mauroy               | Porsche 911T          | Porsche 2.0L Flat-6     | 174   |
| 24  | P 3.0   | 31 | Société des Automobiles Alpine | Jean-Pierre Nicholas Jean-Luc Thérier   | Alpine A220/68        | Renault-Gordini 3.0L V8 | 160   |
| 25  | P 3.0   | 34 | Ecurie Matra - Elf             | Johnny Servoz-Gavin Herbert Müller      | Matra-Simca MS630/650 | Matra 3.0L V12          | 158   |
| 26  | S 5.0   | 14 | Porsche System Engineering     | Rolf Stommelen Kurt Ahrens Jr.          | Porsche 917L          | Porsche 4.5L Flat-12    | 148   |
| 27  | S 5.0   | 2  | Scuderia Filipinetti           | Jo Bonnier Masten Gregory               | Lola T70 Mk.IIIB      | Chevrolet 5.0L V8       | 134   |
| 28  | P 3.0   | 28 | Société des Automobiles Alpine | Jean Vinatier André de Cortanze         | Alpine A220/69        | Renault-Gordini 3.0L V8 | 133   |
| 29  | S 5.0   | 8  | Peter Sadler                   | Peter Sadler Paul Vestey                | Ford GT40 Mk.I        | Ford 4.7L V8            | 106   |
| 30  | S 2.0   | 43 | J.C.B. Excavators Ltd.         | Roger Enever Peter Brown                | Chevron B8            | BMW 2.0L I4             | 100   |
| 31  | P 1.3   | 49 | Trophée Le Mans Alpine         | Jacques Foucteau Patrice Compain        | Alpine A210           | Renault-Gordini 1.3L I4 | 97    |
| 32  | P 2.0   | 38 | Racing Team VDS                | Gustave Gosselin Claude Bourgoignie     | Alfa Romeo T33/2      | Alfa Romeo 2.0L V8      | 76    |
| 33  | P 3.0   | 20 | Hart Ski Racing                | Jo Siffert Brian Redman                 | Porsche 908/2L        | Porsche 3.0L Flat-8     | 60    |
| 34  | P 3.0   | 30 | Société des Automobiles Alpine | Jean-Claude Andruet Henri Grandsire     | Alpine A220/69        | Renault-Gordini 3.0L V8 | 48    |
| 35  | S 5.0   | 9  | Alan Mann Racing Ltd.          | Frank Gardner Malcolm Guthrie           | Ford GT40 Mk.I        | Ford 4.9L V8            | 42    |
| 36  | GT +2.0 | 59 | Scuderia Filipinetti           | Claude Haldi Jacques Rey                | Ferrari 275 GTB/C     | Ferrari 3.3L V12        | 39    |
| 37  | P 3.0   | 36 | Racing Team VDS                | Teddy Pilette Rob Slotemaker            | Alfa Romeo T33/2.5    | Alfa Romeo 2.5L V8      | 35    |
| 38  | GT 2.0  | 42 | Wicky Racing Team              | André Wicky Edgar Berney                | Porsche 911T          | Porsche 2.0L Flat-6     | 34    |
| 39  | P 2.0   | 62 | Mark Konig                     | Mark Konig Tony Lanfranchi              | Nomad Mk.II           | BRM 2.0L V8             | 28    |
| 40  | P 2.0   | 37 | Donald Healey Motor Company    | Clive Baker Jeff Harris                 | Healey SR             | Coventry Climax 2.0L V8 | 14    |
| 41  | P 2.0   | 60 | Robert Buchet                  | Jean de Mortemart Jean Mesange          | Porsche 910           | Porsche 2.0L Flat-6     | 10    |
| 42  | P 1.15  | 51 | Ecurie Fiat-Abarth France      | Maurizio Zanetti Ugo Locatelli          | Fiat-Abarth 1000SP    | Fiat 1.0L I4            | 9     |
| 43  | P 1.6   | 46 | Ecurie Savin-Calberson         | Alain LeGuellec Bernard Tramont         | Alpine A210           | Renault-Gordini 1.5L I4 | 1     |
| 44  | S 5.0   | 10 | John Woolfe Racing             | John Woolfe Herbert Linge               | Porsche 917           | Porsche 4.5L Flat-12    | 0     |
| 45  | P 3.0   | 19 | SpA Ferrari SEFAC              | Chris Amon Peter Schetty                | Ferrari 312P Coupe    | Ferrari 3.0L V12        | 0     |

### Statistika
- Najboljši štartni položaj - #14 Porsche System Engineering - 3:22.90
- Najhitrejši krog - #12 Porsche System Engineering - 3:27.20
- Razdalja - 4997.88km
- Povprečna hitrost - 208.545km/h

### Dobitniki nagrad
- Index of Performance - #50 Société des Automobiles Alpine
- Index of Thermal Efficiency - #6 John Wyer Automotive Engineering